# Mendacem memorem esse oportet
 Mendacem memorem esse oportet  лат. (изговор:  мендацем меморем есе опортет). Лажљивац треба да има добро памћење. (Marko Fabije Kvintilijan)

## Поријекло изреке
Изрекао велики римски бесједник Квинтилијан (лат. Marcus Fabius Quintilianus ).(први вијек нове ере).

## Тумачење
Лакше је памтити истину,  јер се очима гледала. Лагати је много теже, пошто се оно што није било, тј. што је измишљено, нема у искуству.  Отуда лажљивац мора да има добро памћење.(да га не ухвате у лажи)